# 菱叶钓樟
菱叶钓樟（学名：Lindera supracostata）为樟科山胡椒属下的一个种。